# 오리스카니 전투
오리스카니 전투(Battle of Oriskany)는 미국 독립 전쟁 중 1777년 8월 6일 뉴욕 오리스카니에서 벌어진 미국 대륙군과 영국군과의 전투이며, 새러토가 방면 작전의 격전지 중 하나이다. 스탠윅스 요새 포위전 초반에서 니콜라스 허키머가 이끄는 구원 부대는 모호크 강 유역의 트라이언 카운티 민병대와 오나이다 족 800여명으로 구성된 포위망을 뚫기 위해 요새로 접근했다. 영국군 사령관 배리 세인트 리저는 하나우 재거(Hanau jäger, 경보병)로 구성된 분견대를 존 존슨의 뉴욕 왕실 연대와 이로쿼이 연방 및 북서부 동맹 인디언과 인디언 레인저 부대로 구성된 방해 부대를 편성하여 450여명의 요격대를 조직을 승인하였다.
왕당파와 인디언 부대는 스탠윅스 요새에서 동쪽으로 약 10 km 떨어진 현재의 오리스카니 마을 근처에 있는 작은 계곡에서 허키머의 부대를 매복하여 기다리고 있었다. 이 전투에서 대륙군은 450여명의 손실을 당했고, 한편 영국 측도 로열리스트, 인디언을 합쳐 150여명이 전사 또는 부상당했다. 전술적으로는 영국 부대의 승리가 되었지만, 그 부대가 없는 동안 스탠윅스 요새에서 출격한 대륙군 부대가 영국군의 숙영지를 습격하여, 특히 인디언의 사기를 떨어뜨렸다는 점에서 그 공과를 논하기가 애매하게 되었다.
이 전투는 참전 병력 거의 전원이 북아메리카의 주민이라는 독특한 성격을 가진 소규모 전투 중 하나였다. 즉 로열리스트와 패트리어트 그리고 양측의 인디언 동맹 간의 구도였으며, 영국 정규군은 참전하지 않았다. 그러나 이로쿼이 연방에게는 내란의 시작을 의미했으며, 루이스 대령과 한 예리가 이끄는 오나이다 족이 미국 측에 연대하여, 다른 이로쿼이 연방 부족국가들과 싸우게 되었다.

## 배경
1777년 6월 존 버고인 장군이 지휘하는 영국군이 퀘벡 식민지에서 두 방면으로 공격을 해왔다. 버고인의 목표는 허드슨강 유역의 지배권을 빼앗는 것으로, 뉴잉글랜드와 다른 식민지를 분리하기 위한 것이었다. 버고인이 지휘하는 그 주력은 샹플레인 호수 따라 남쪽으로 내려갔다. 두 번째 부대는 배리 세인트 리저 중령의 지휘로 모호크 강 유역을 따라 내려가 올버니 근처에서 버고인 본대와 합류할 예정이었다.
세인트 리저 원정대는 총 1,800명이며, 영국 정규군, 독일의 하나우에 재거(경보병), 로열리스트, 인디언 및 레인저스의 혼합이었다. 이 부대는 세인트로렌스강을 거슬러, 온타리오 호수 기슭에서 오스웨고 강을 따라 가다 오나이다 육송로(현재의 뉴욕 롬)까지 올라왔다. 그 육송로를 지키고 있던 것이 대륙군의 스탠윅스 요새이며 세인트 리저 원정대는 요새를 포위했다.

## 전초
모호크 강을 따라 영국군이 공격해 올 가능성을 알게 되자 뉴욕 식민지 트라이언 카운티 안전위원회의 의장 니콜라스 허키머는 7월 17일에 응전 가능성을 선포하고, 주민에게 필요하다면 대응을 해야 한다는 선언을 발표했다. 7월 30일 우호 동맹을 맺은 오나이다 족으로부터 영국군이 스탠윅스 요새까지 4일의 거리에 있다는 것이 알려지자 허키머는 무기를 들 것을 호소했다. 트라이언 카운티 민병대로 소집된 800명은 주로 훈련도 되지 않은 팔라타인 독일계의 농부뿐이었다. 이 부대는 8월 4일에 출발해 8월 5일 오리스카의 오나이다 마을 근처에서 캠프를 세웠다. 준비 부족으로 탈락된 사람도 있었지만, 패트리어트의 장력한 지지자인 한 예리가 이끄는 60명 내지 100명의 오나이다 족으로 증원이 되었다. 그날 밤 허키머는 스탠윅스 요새의 지휘관 피터 건즈부트 대령에게 보내는 서신을 써서 3명의 전령을 보냈다. 건즈부트는 세 발의 포탄을 발사하여 전언을 접수했다는 신호를 보내, 이어 요새에서 출격해 허키머의 부대와 합류할 예정이었다. 그러나 세 명의 전령은 영국군의 전선을 돌파하기가 어려워, 이미 전투가 시작된 다음날 아침 늦게서야 서신을 전달할 수 있었다.
세인트 리저는 부대 안의 인디언을 이끌고 있었던 모호크 족 조셉 브랜트의 누나 몰리 브랜트가 보낸 전령으로부터 허키머와 구원부대가 8월 5일 출발했다는 정보를 얻었다. 세인트 리저는 존 존슨의 뉴욕 왕실 연대에서 경보병 분견대를 파견하여 허키머 부대의 위치를 탐색하게 하고, 브랜트는 다음날 아침 일찍 약 400명의 인디언과 버틀러스 레인저스의 병사를 거느리고 그를 따라 갔다. 많은 인디언이 머스켓으로 무장하고 있었지만, 총이 없고 토마호크나 창을 휴대한 인디언도 있었다.

## 전투
8월 6일 아침, 허키머는 작전 회의를 열었다. 아직 요새에서 약속된 신호를 받지 못했기 때문에, 허키머는 기다리길 바랐다. 그러나 휘하의 장교들은 허키머의 동생이 세인 리저 밑에서 일하고 있기 때문에 허키머를 왕당파라고 비난하면서 계속 전진할 것을 주장했다. 이 비난에 격분한 허키머는 스탠윅스 요새를 향해 진군을 명령했다.
요새까지 이르는 약 9.6km의 도로 곳곳에는 15m 이상 습지의 골짜기로 내리막이 있어서, 그 바닥을 따라 약 1m 너비의 물줄기가 굽이굽이 흐르고 있었다. 세네카 족의 두 명의 추장 사엔쿠라타와 콘플랜터는 이곳을 매복지로 선택했다. 킹스 로열 욕커즈가 능선 근처에서 뒤에서 기다리고 있는 동안, 인디언들은 협곡 양쪽에 몸을 숨겼다. 그 작전은 킹스 로열 요크즈가 적 부대의 선봉 멈춰 세우게 한 뒤 인디언들이 후미의 부대를 기습하기 위해서였다. 오전 10시경 허키머는 그의 부대 선봉의 가까이에 말을 타고, 협곡으로 내려와 개울을 건너 다른 편 언덕으로 올라가기 시작했다.
계획과는 달리, 인디언들은 후미의 열이 가까이 오기를 기다리며, 엎드려 있었고, 더 이상 몸을 숨길 수가 없어서 사격을 개시했으며, 후미의 열은 완벽히 기습에 걸려들게 되었다. 1연대를 이끌고 있던 에베니저 콕스 대령은 말에 총격을 당해 첫 일제 사격에서 전사했다. 허키머는 말을 돌려 그 작전을 관측했으며, 곧바로 총격을 당해 그의 다리가 산산조각이 났고, 말이 죽었다. 그는 밤나무 있는 쪽으로 여러 장교들에 의해 후송되었으며, 그곳에서 병사들은 후퇴를 촉구했다. 그는 즉시 응답했다. “나는 적과 맞서 싸울 것이다.” 그리고 나무에 기대앉아 파이프에 불을 붙이며, 근처에 있던 군인에게 지시와 격려의 말을 던졌다.
그러나 이 함정은 너무 빨리 터져버렸기 때문에, 대열의 일부는 아직 계곡에 들어서지도 않았다. 그 병사의 대부분이 공황에 빠져 도망가 버렸고, 일부 인디언들이 그들을 추격해 갔기 때문에, 사망자와 부상자의 범위가 수 마일에 걸쳐 계속되었다. 후미 열을 상실하고, 첫 일제 사격으로 사상자가 발생한 사이에, 허키머 부대의 절반만 그 후에도 30분 동안 싸울 수 있었다. 머스켓 총을 지니지도 않았던 공격자들 중 일부는, 적들의 머스켓 총이 발포될 때까지 기다렸다가 재장전을 하기 전에 뛰어가 공격을 하였다. 이것은 총검으로 무장하지 않은 적병들에게는 대단히 효율적인 전술이었다. 허키머 부대 군인과 전투를 벌였던 모호크 족 전사 루이스 아타야타롱타는 사격이 서툰 적들 중 한 명을 쏘았고, “그가 일어서마다 우리 군인 한 명을 죽였다”고 말했다.
허키머 부대는 집결해 싸우면서 길을 뚫었고, 골짜기 서쪽 능선으로 올라갔다.

## 같이 보기
- 미국 독립 전쟁